# 谷繼宗
谷繼宗（？—？），字嗣興，號少岱，山東歷城縣人，明朝政治人物，同進士出身。

## 生平
幼年家贫，勤奋好学，正德八年（1513年）乡试中举，嘉靖五年（1526年）登進士。曾官直隸丹陽縣知縣。嘉靖十一年（1532年）任直隶常州府宜興縣知縣，卒於任內。工詩。